# Anna Galiena

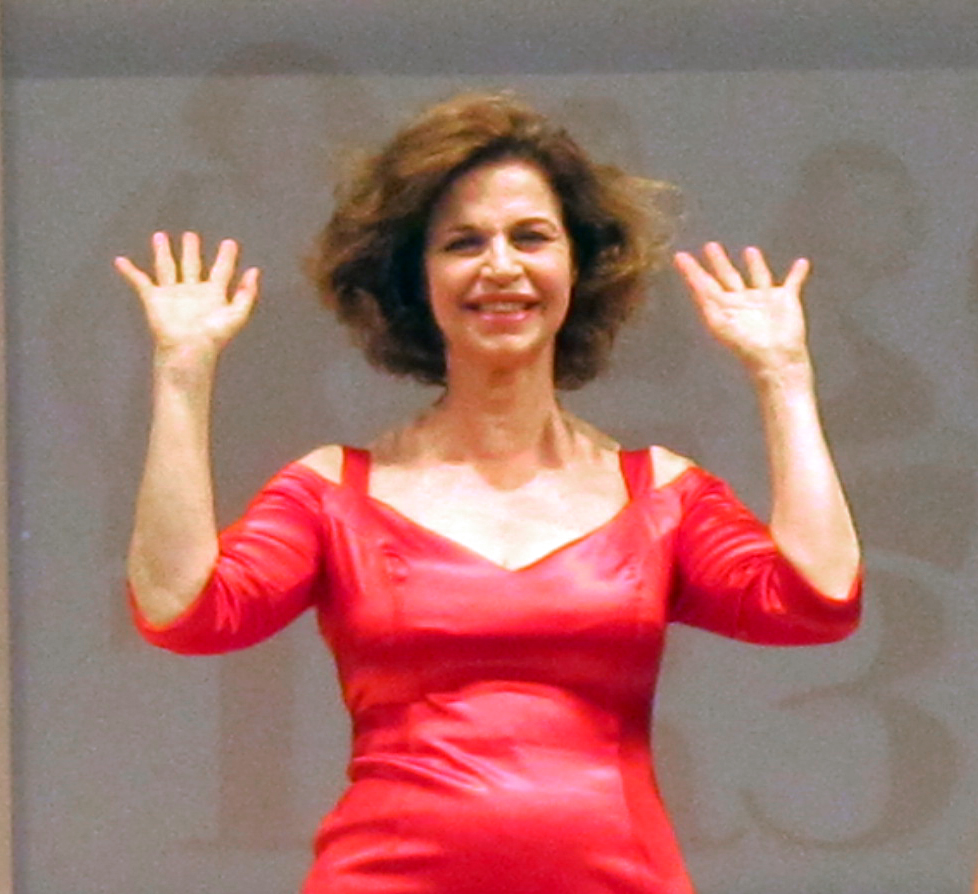
Anna Galiena, 2013

Anna Galiena (* 22. Dezember 1949 in Rom) ist eine italienische Film-, Fernseh- und Theaterschauspielerin. International bekannt wurde sie durch die Verkörperung der Mathilde in dem französischen Film Der Mann der Friseuse von Patrice Leconte.

## Leben
Anna Galiena wurde 1949 in Rom geboren, wie sie in der Sendung Verissimo am 11. Januar 2022 bestätigte. Mehrere Jahre lang hatten sie und ihre Familie 1954 als Geburtsjahr angegeben.
Galiena verließ ihre Eltern mit 18 Jahren und reiste durch Großbritannien, Kanada und die USA, heiratete dort und gab ihr Schauspieldebüt in New York in einer Off-Broadway-Produktion von Shakespeares Romeo und Julia 1978. Zwei Jahre später spielte sie die Nina in einer Inszenierung von Tschechows Möwe, wie zuvor neben Michael Moriarty. Zu dieser Zeit ließ sie sich auch am Actors Studio ausbilden. 1984 kehrte sie nach Europa zurück, wo sie in Filmen wie Der Mann der Friseuse, Jamon Jamon und Being human zu sehen war. Sie spricht neben italienisch auch englisch und französisch und hat in allen diesen Sprachen gedreht. Ihre Paraderolle ist die der sensiblen, sinnlichen und leicht melancholischen mediterranen Frau. Weitere bekannte Filme sind Ohne Haut, Drei Leben und ein Tod und Die Stunde des Verführers.
Bei den Internationalen Filmfestspielen in Berlin 2003 gehörte Anna Galiena der Jury an.

## Filmografie (Auswahl)
- 1981: Die Jungs von der Polizeischule (I Carabinieri)
- 1985: The last shot (Sotto il vestito niente)
- 1986: Puro cashmere
- 1986: Heiß, scharf und knusprig (Italian fast food)
- 1986: La vita di scorta
- 1987: Farewell Moskau (Mosca addio)
- 1987: Caramelle da uno sconosciuto
- 1987: Die alte Fee (La fée carabine)
- 1987: Killer Connection (Hotel Colonial)
- 1987: L’estate sta finendo
- 1988: Rorret
- 1988: La travestie
- 1989: Erlesene Kreise (Les grandes familles)
- 1990: Willy signori e vengo da lontano
- 1990: Stille Tage in Clichy (Jours tranquilles à Clichy)
- 1990: Der Mann der Friseuse (Le mari de la coiffeuse)
- 1991: La viuda del capitán Estrada
- 1992: Jamon Jamon (Jamón, jamón)
- 1992: Vieille canaille
- 1992: L'atlantide
- 1993: Der große Kürbis (Il grande cocomero)
- 1993: In Liebe (L’écrivain public)
- 1994: Wer hat meine Familie geklaut? (Being Human)
- 1994: Mario und der Zauberer
- 1994: Ohne Haut (Senza pelle)
- 1994: Leben auf Zeit (Vite a termine)
- 1995: Una coppia distratta
- 1995: Die Bibel – Moses (Moses Part I & Part II)
- 1995: La scuola
- 1996: Cervellini fritti impanati
- 1996: Launen eines Flusses (Les caprices d’un fleuve)
- 1996: Drei Leben und ein Tod (Trois vies & une seule mort)
- 1996: Celluloide
- 1996: Die Stunde des Verführers (The Leading Man)
- 1996: Tre
- 1997: Die Pistole meines Bruders (La pistola de mi hermano)
- 1998: So wie du ist keine (Come te nessuno mai)
- 1999: Amor nello specchio
- 1999: Falcone – Im Fadenkreuz der Mafia (Excellent Cadavers, Fernsehfilm)
- 2000: Vino Santo
- 2002: Obilazak – Kurzfilm
- 2002: Black Angel – Senso '45 (Senso ’45)
- 2002: Vivancos 3
- 2002: Oltre il confine – Über die Grenze (Oltre il confine)
- 2002: Lilly’s Story
- 2003: The Tulse Luper Suitcases, Part III
- 2004: Maria si
- 2004: Guardiani delle nuvole
- 2005: Les Parrains
- 2006: Guido che sfidò le Brigate Rosse
- 2006: Fade to Black
- 2007: Un amore su misura
- 2007: Lezioni di volo
- 2007: Scrivilo sui muri
- 2008: Sans état d’âme – Begierde (Sans état d’âme)
- 2010: Christopher Roth
- 2010: Um Himmels Willen – Weihnachten unter Palmen
- 2014: Ein Sommer in der Provence (Avis de mistral)
- 2016: Die Überglücklichen (La pazza gioia)
- 2020: Anständige Leute (Des gens bien)
- 2021: Before Pintus
- 2022: Sposa in rosso
- 2022: Improvvisamente Natale
- 2023: Felicità
- 2023: Giorni felici
- 2024: Succede anche nelle migliori famiglie
- 2024: Emily in Paris (Fernsehserie)